# アスペクト比 (航空工学)
航空工学におけるアスペクト比（アスペクトひ　Aspect ratio）は、主翼の縦横比を示す値。翼幅の2乗を翼面積で割った値であり、矩形翼では翼幅を翼弦長を割った値に等しい。

## 概要
アスペクト比ARは、以下の式で定義される。
{\displaystyle {\text{AR}}\equiv {\frac {b^{2}}{S}}}　b:翼幅　S:翼面積
アスペクト比の値が大きいほど、主翼が細長い形状であることを示す。高アスペクト比の主翼は、誘導抗力が減少し揚抗比が増大するため、航続性能が改善されるが、形状が細長くなり主翼構造に問題が生じやすくなる。そのため、グライダー等では、高アスペクト比の主翼が用いられる。
可変翼においては、主翼の後退角のみならず、翼幅が変化するため、アスペクト比も変化する。
| 低アスペクト比 | 中アスペクト比 | 高アスペクト比 |